# René Tretschok
René Tretschok (Wolfen, 1968. december 23. –) német labdarúgó-középpályás, edző.

## Pályafutása

### Játékosként
1986 és 1992 között a Hallescher FC, 1992 és 1997 között a Borussia Dortmund labdarúgója volt. 1993–94-ben kölcsönben a Tennis Borussia Berlin csapatában szerepelt. 1997–98-ban az 1. FC Köln, 1998 és 2003 között a Hertha játékosa volt. 2003 és 2005 között a Hertha második csapatában, 2005 és 2007 között a Babelsberg 03 együttesében szerepelt. 2008–09-ben a Grün-Weiß Wolfen csapatában fejezte be az aktív játékot.

### Edzőként
2005 és 2012 között a Hertha U19-es csapatának a szakmai munkáját irányította. 2012-ben ideiglenesen az első csapat vezetőedzője volt.